# Melodije morja in sonca 1982
V. Melodije morja in sonca so potekale v soboto, 24. julija 1982, v Avditoriju Portorož. Zmagala je skupina Prizma s pesmijo Dobrodošli.

## Tekmovalne skladbe
| #   | Izvajalec                     | Naslov pesmi                 | Avtor glasbe         | Avtor besedila     | Avtor aranžmaja   |
| --- | ----------------------------- | ---------------------------- | -------------------- | ------------------ | ----------------- |
| 1.  | Duo Kores                     | Odšel bi                     | Andrej in Uroš Kores | Andrej Kores       | Jani Golob        |
| 2.  | Zorica Fingušt & Rudi Miložič | Piran ti svoj poklanjam      | Boris Rošker         | Nada Rauter        | Edvard Holnthaner |
| 3.  | Veter                         | Verjemi mi                   | Slobodan Filipović   | Slobodan Filipović | Veter             |
| 4.  | Tatjana Dremelj               | Poletna zgodba               | Marjan Golob         | Miroslav Slana     | Jani Golob        |
| 5.  | Čudežna polja                 | Spomin je ostal namesto rož  | Rudolf Jazbec        | Nada Rauter        | Rudolf Jazbec     |
| 6.  | Moni Kovačič                  | Otok sanj                    | Moni Kovačič         | Darja Keber        | Silvo Stingl      |
| 7.  | Lado Leskovar                 | Deklica Tina                 | Ferry Horvat         | Črt Škodlar        | Dečo Žgur         |
| 8.  | Party in Meta Močnik          | Povabilo (Obleci se v morje) | Tomaž Kozlevčar      | Franc Lainšček     | Tomaž Kozlevčar   |
| 9.  | Edvin Fliser                  | Najina pesem                 | Edvin Fliser         | Edvin Fliser       | Dečo Žgur         |
| 10. | Prizma                        | Dobrodošli                   | Danilo Kocjančič     | Drago Mislej       | Danilo Kocjančič  |
| 11. | Ivo Mojzer                    | Videl sem te jokati          | Đorđe Novković       | Alfi Nipič         | Dečo Žgur         |
| 12. | Hazard                        | Zakrokano morje              | Mojmir Sepe          | Igor Torkar        | Mojmir Sepe       |
| 13. | Majda Sepe                    | Poj, kitara mojega srca      | Milan Ferlež         | Elza Budau         | Milan Ferlež      |
| 14. | Tomaž Domicelj                | Meri se je vrnila            | Tomaž Domicelj       | Tomaž Domicelj     | Tomaž Domicelj    |
| 15. | Oto Pestner                   | Tebi, Portorož               | Jože Gorše           | Alojz Fabijan      | Jože Privšek      |
| 16. | Mini Prah                     | Marina                       | Miha Kralj           | Miha Kralj         | Miha Kralj        |

## Nagrade
Nagrade občinstva
- 1. nagrada: Dobrodošli (Danilo Kocjančič – Drago Mislej) – Prizma
- 2. nagrada:
  - Povabilo (Obleci se v morje) (Tomaž Kozlevčar – Franc Lainšček) – Party in Meta Močnik
  - Tebi, Portorož (Jože Gorše – Alojz Fabijan) – Oto Pestner

Nagrada za najboljšega debitanta
- duo Kores
- Čudežna polja

Nagrada za najboljši aranžma
- Silvo Stingl za Otok sanj (Moni Kovačič)

Nagrada za najboljše besedilo
- Igor Torkar za Zakrokano morje (Hazard)

Nagrada za najbolj priljubljeno pesem dotedanjih Melodij morja in sonca
- Ribič, ribič me je ujel (Mojmir Sepe – Gregor Strniša) – Majda Sepe (MMS '78)